# Amt Borgholzhausen
Das Amt Borgholzhausen war bis 1969 ein Amt im Kreis Halle (Westf.) in Nordrhein-Westfalen, Deutschland mit Sitz in Borgholzhausen. Die historischen Vorläufer des Amtes waren die Vogtei Borgholzhausen in der Grafschaft Ravensberg und die Mairie  Borgholzhausen in der Franzosenzeit.

## Vorgeschichte

### Die Vogtei Borgholzhausen
Die Vogtei Borgholzhausen war bis 1807 eine Verwaltungseinheit im Amt Ravensberg der Grafschaft Ravensberg. Sie war deckungsgleich mit dem Kirchspiel Borgholzhausen und umfasste die Stadt Borgholzhausen, die Bauerschaften Barnhausen, Berghausen, Casum, Cleve, Hamlingdorf, Holtfeld, Kleekamp, Oldendorf, Ostbarthausen, Westbarthausen, Wichlinghausen und Winkelshütten sowie die adligen Güter Brinke, Holtfeld und Kuhhof.

### Die Mairie Borgholzhausen
Nachdem die Grafschaft Ravensberg 1807 an das Königreich Westphalen gefallen war, wurden neue Verwaltungsstrukturen nach französischem Vorbild geschaffen. Das Gebiet der alten Vogtei Borgholzhausen wurde dem Kanton Halle im Distrikt Bielefeld des Departements der Weser zugeordnet. 1808 wurde der Kanton aufgrund seiner hohen Bevölkerungszahl in die beiden Munizipalitäten Halle und Borgholzhausen untergliedert. Die Gemeinden der alten Vogtei Borgholzhausen bildeten die Munizipalität Borgholzhausen.
Bei der Annexion großer Teile Norddeutschlands durch Napoleon Bonaparte im Jahre 1811 fiel auch die Munizipalität Borgholzhausen an Frankreich. Diese bildete nun die Mairie Borgholzhausen im Kanton Dissen des Arrondissements Osnabrück, das zum Département der oberen Ems gehörte.
Nach der napoleonischen Niederlage fiel das Gebiet der Grafschaft Ravensberg zurück an Preußen und wurde zunächst der Regierungskommission Bielefeld des Generalgouvernements zwischen Weser und Rhein unterstellt, bevor es 1815 Teil der neuen Provinz Westfalen wurde und 1816 in Kreise gegliedert wurde. Die Kantone bzw. Bürgermeistereien aus der Franzosenzeit wurden als Verwaltungseinheiten unterhalb der Kreisebene teilweise beibehalten. Aus der französischen Mairie Borgholzhausen wurde der preußische Verwaltungsbezirk Borgholzhausen, der 1816 zum neuen Kreis Halle kam.

## Das Amt Borgholzhausen
Bei der Einführung der westfälischen Landgemeinde-Ordnung von 1841 wurden die Verwaltungsbezirke unterhalb der Kreisebene, sofern es sich nicht um Städte gemäß der revidierten Städteordnung handelte, zu Ämtern. Im Kreis Halle wurde dadurch aus dem Verwaltungsbezirk Borgholzhausen das Amt Borgholzhausen. Die westfälischen Ämter bildeten die zweitunterste Verwaltungsinstanz und wurden zunächst von durch die Regierung ernannten Amtmännern, später von Amtsbürgermeistern geführt. Nach dem Zweiten Weltkrieg hießen die Leiter der Ämter Amtsdirektoren.
1928 wurde Gutsbezirk Brincke mit den Gemeinden Winkelshütten und Barnhausen zur neuen Gemeinde Brincke zusammengeschlossen, die 1929 in Barnhausen umbenannt wurde.
Im Rahmen der nordrhein-westfälischen Gebietsreform wurden zum 1. Juli 1969 mit dem „Gesetz zur Neugliederung von Gemeinden des Landkreises Halle“ vom 24. Juni 1969 die Gemeinden des Amtes zur Stadt Borgholzhausen zusammengefasst.

## Amtsgliederung
Die folgenden Gemeinden gehörten dem Amt Borgholzhausen an:
| Gemeinde Stand: 6. Juni 1961                          | Fläche (ha) | Gemeinden des Amtes Borgholzhausen |
| ----------------------------------------------------- | ----------- | ---------------------------------- |
| Barnhausen                                            | 1.115       | Gemeinden des Amtes Borgholzhausen |
| Berghausen                                            | 603         | Gemeinden des Amtes Borgholzhausen |
| Gutsbezirk Brincke (ab 1. Oktober 1928 zu Barnhausen) | siehe dort  | Gemeinden des Amtes Borgholzhausen |
| Stadt Borgholzhausen                                  | 761         | Gemeinden des Amtes Borgholzhausen |
| Casum                                                 | 410         | Gemeinden des Amtes Borgholzhausen |
| Cleve                                                 | 265         | Gemeinden des Amtes Borgholzhausen |
| Hamlingdorf                                           | 126         | Gemeinden des Amtes Borgholzhausen |
| Holtfeld                                              | 645         | Gemeinden des Amtes Borgholzhausen |
| Kleekamp                                              | 390         | Gemeinden des Amtes Borgholzhausen |
| Oldendorf                                             | 210         | Gemeinden des Amtes Borgholzhausen |
| Ostbarthausen                                         | 268         | Gemeinden des Amtes Borgholzhausen |
| Westbarthausen                                        | 377         | Gemeinden des Amtes Borgholzhausen |
| Wichlinghausen                                        | 383         | Gemeinden des Amtes Borgholzhausen |
| Winkelshütten (ab 1. Oktober 1928 zu Barnhausen)      | siehe dort  | Gemeinden des Amtes Borgholzhausen |

## Einwohnerentwicklung
Nachfolgend dargestellt ist die Einwohnerentwicklung des Amtes in der Zeit von 1817 bis 1969.

Bevölkerungsentwicklung im Amt Borgholzhausen
zwischen 1817 und 1969

| Jahr | Einwohner | Quelle |
| ---- | --------- | ------ |
| 1817 | 4930      | [ 8 ]  |
| 1843 | 6057      | [ 9 ]  |
| 1871 | 4951      | [ 9 ]  |
| 1900 | 5146      | [ 8 ]  |
| 1910 | 4884      | [ 10 ] |
| 1939 | 4809      | [ 8 ]  |
| 1946 | 7132      | [ 8 ]  |
| 1961 | 7208      | [ 8 ]  |
| 1965 | 7540      | [ 8 ]  |